# Diocesi di Springfield
La diocesi di Springfield (in latino: Dioecesis Campifontis) è una sede della Chiesa cattolica negli Stati Uniti d'America suffraganea dell'arcidiocesi di Boston. Nel 2022 contava 160.000 battezzati su 826.188 abitanti. È retta dal vescovo William Draper Byrne.

## Territorio
La diocesi comprende 4 contee del Massachusetts negli Stati Uniti d'America: Berkshire, Franklin, Hampden e Hampshire.
Sede vescovile è la città di Springfield, dove si trova la cattedrale di San Michele (Saint Michael's Cathedral).
Il territorio si estende su 7.306 km² ed è suddiviso in 77 parrocchie.

## Storia
La diocesi è stata eretta il 14 giugno 1870 con il breve Ex commissi Nobis di papa Pio IX, ricavandone il territorio dalla diocesi di Boston (oggi arcidiocesi).
Originariamente suffraganea dell'arcidiocesi di New York, nel 1875 entrò a far parte della provincia ecclesiastica dell'arcidiocesi di Boston.
Il 14 gennaio 1950 ha ceduto una porzione del suo territorio a vantaggio dell'erezione della Diocesi di Worcester.

## Cronotassi dei vescovi
Si omettono i periodi di sede vacante non superiori ai 2 anni o non storicamente accertati.
- Patrick Thomas O'Reilly † (23 giugno 1870 - 28 maggio 1892 deceduto)
- Thomas Daniel Beaven † (9 agosto 1892 - 25 ottobre 1920 deceduto)
- Thomas Michael O'Leary † (16 giugno 1921 - 10 ottobre 1949 deceduto)
- Christopher Joseph Weldon † (28 gennaio 1950 - 15 ottobre 1977 dimesso)
- Joseph Francis Maguire (15 ottobre 1977 succeduto - 27 dicembre 1991 ritirato)
- John Aloysius Marshall † (27 dicembre 1991 - 3 luglio 1994 deceduto)
- Thomas Ludger Dupré † (14 marzo 1995 - 11 febbraio 2004 dimesso)
- Timothy Anthony McDonnell (9 marzo 2004 - 19 giugno 2014 ritirato)
- Mitchell Thomas Rozanski (19 giugno 2014 - 10 giugno 2020 nominato arcivescovo di Saint Louis)[1]
- William Draper Byrne, dal 14 ottobre 2020

## Statistiche
La diocesi nel 2022 su una popolazione di 826.188 persone contava 160.000 battezzati, corrispondenti al 19,4% del totale.
| anno | popolazione | popolazione | popolazione | presbiteri | presbiteri | presbiteri | presbiteri                | diaconi | religiosi | religiosi | parrocchie |
| anno | battezzati  | totale      | %           | numero     | secolari   | regolari   | battezzati per presbitero | diaconi | uomini    | donne     | parrocchie |
| ---- | ----------- | ----------- | ----------- | ---------- | ---------- | ---------- | ------------------------- | ------- | --------- | --------- | ---------- |
| 1950 | 285.000     | 600.000     | 47,5        | 424        | 291        | 133        | 672                       |         | 192       | 1.045     | 122        |
| 1966 | 382.497     | 729.581     | 52,4        | 485        | 323        | 162        | 788                       |         | 245       | 1.264     | 134        |
| 1968 | 386.086     | 242.808     | 159,0       | 443        | 293        | 150        | 871                       |         | 193       | 1.293     | 134        |
| 1976 | 355.608     | 800.000     | 44,5        | 399        | 272        | 127        | 891                       |         | 186       | 996       | 136        |
| 1980 | 352.949     | 791.642     | 44,6        | 370        | 249        | 121        | 953                       |         | 171       | 980       | 136        |
| 1990 | 318.238     | 851.000     | 37,4        | 309        | 229        | 80         | 1.029                     | 25      | 115       | 743       | 135        |
| 1999 | 288.967     | 800.500     | 36,1        | 252        | 203        | 49         | 1.146                     | 51      | 10        | 645       | 130        |
| 2000 | 275.648     | 800.000     | 34,5        | 233        | 181        | 52         | 1.183                     | 52      | 62        | 581       | 129        |
| 2001 | 275.899     | 729.195     | 37,8        | 215        | 174        | 41         | 1.283                     | 49      | 50        | 580       | 130        |
| 2002 | 262.748     | 792.195     | 33,2        | 209        | 169        | 40         | 1.257                     | 59      | 49        | 580       | 127        |
| 2003 | 251.311     | 790.000     | 31,8        | 195        | 165        | 30         | 1.288                     | 58      | 39        | 580       | 126        |
| 2004 | 240.730     | 800.000     | 30,1        | 198        | 163        | 35         | 1.215                     | 57      | 44        | 570       | 124        |
| 2010 | 243.306     | 852.077     | 28,6        | 187        | 153        | 34         | 1.301                     | 78      | 48        | 427       | 85         |
| 2014 | 250.600     | 877.500     | 28,6        | 177        | 140        | 37         | 1.415                     | 87      | 50        | 333       | 81         |
| 2017 | 200.900     | 824.161     | 24,4        | 167        | 133        | 34         | 1.202                     | 177     | 49        | 312       | 80         |
| 2020 | 164.799     | 833.815     | 19,8        | 187        | 129        | 58         | 881                       | 106     | 66        | 248       | 77         |
| 2022 | 160.000     | 826.188     | 19,4        | 180        | 121        | 59         | 888                       | 99      | 81        | 312       | 77         |